# Lokomotion Gesellschaft für Schienentraktion
Die Lokomotion Rail ist ein privates Eisenbahnverkehrsunternehmen mit Sitz in München. Das im Jahr 2000 gegründete Unternehmen übernimmt internationale Verkehrsleistungen von und nach Deutschland, Österreich und Italien. Die zwei großen Drehkreuze des Unternehmens befinden sich in München und Verona. Im Jahr 2017 erreichte das rund 150 Mitarbeiter große Unternehmen einen Umsatz von 65 Mio. Euro, 2020 83,8 Mio. Euro mit 234 Mitarbeitern.

## Geschichte
Die Lokomotion Projektgesellschaft mbH wurde im Jahr 2000 als Projektgesellschaft mithilfe der Rail Traction Company (bestehend aus 95,53 % der Brenner Schienentransport AG (kurz: STR)) gegründet. Dazu hat das Unternehmen ein Stammkapital von 2,6 Mio. Euro aufgebracht. Neben einer 30-prozentigen Anteilnahme von Rail Traction Company haben sich weitere Aktionäre an der Gesellschaft beteiligt, darunter die STR AG mit 20 %, zu 20 % die Kombiverkehr GmbH & Co. KG sowie auch zu 30 % die DB Cargo. Ziel bei der Gründung des Unternehmens war, insbesondere die Brennerautobahn zugute der Umwelt zu entlasten und die Güter auf die Schiene zu bringen. Aus diesem Grund wurde das Unternehmen unter anderem durch die Europäische Union sowie auch der Bayerischen Staatsregierung unterstützt. Infolgedessen wurde ein Jahr später der Verkehr auf der Brennerachse des Unternehmens aufgenommen. Ab dem Brenner wurden die Züge von anderen Eisenbahnverkehrsunternehmen in Richtung Italien übernommen, da Lokomotion bis zum Jahr 2005 nicht über Mehrsystemloks verfügte. Ab dem Jahr 2005 konnte Lokomotion dank Mehrsystemloks durchgehende Verkehre, auch über den Brenner hinaus, durchführen. Zwei Jahre später wurden Verkehre über die Tauernachse bis nach Slowenien von dem Eisenbahnverkehrsunternehmen übernommen. Ab dem Jahr 2012 fuhr das Unternehmen Züge über die Donautalbahn Regensburg – Passau – Wels bis nach Tschechien und Ungarn. Zwei Jahre später, im Jahr 2014, eröffnete das Unternehmen einen Standort in Wien mit dem Namen Lokomotion Austria.

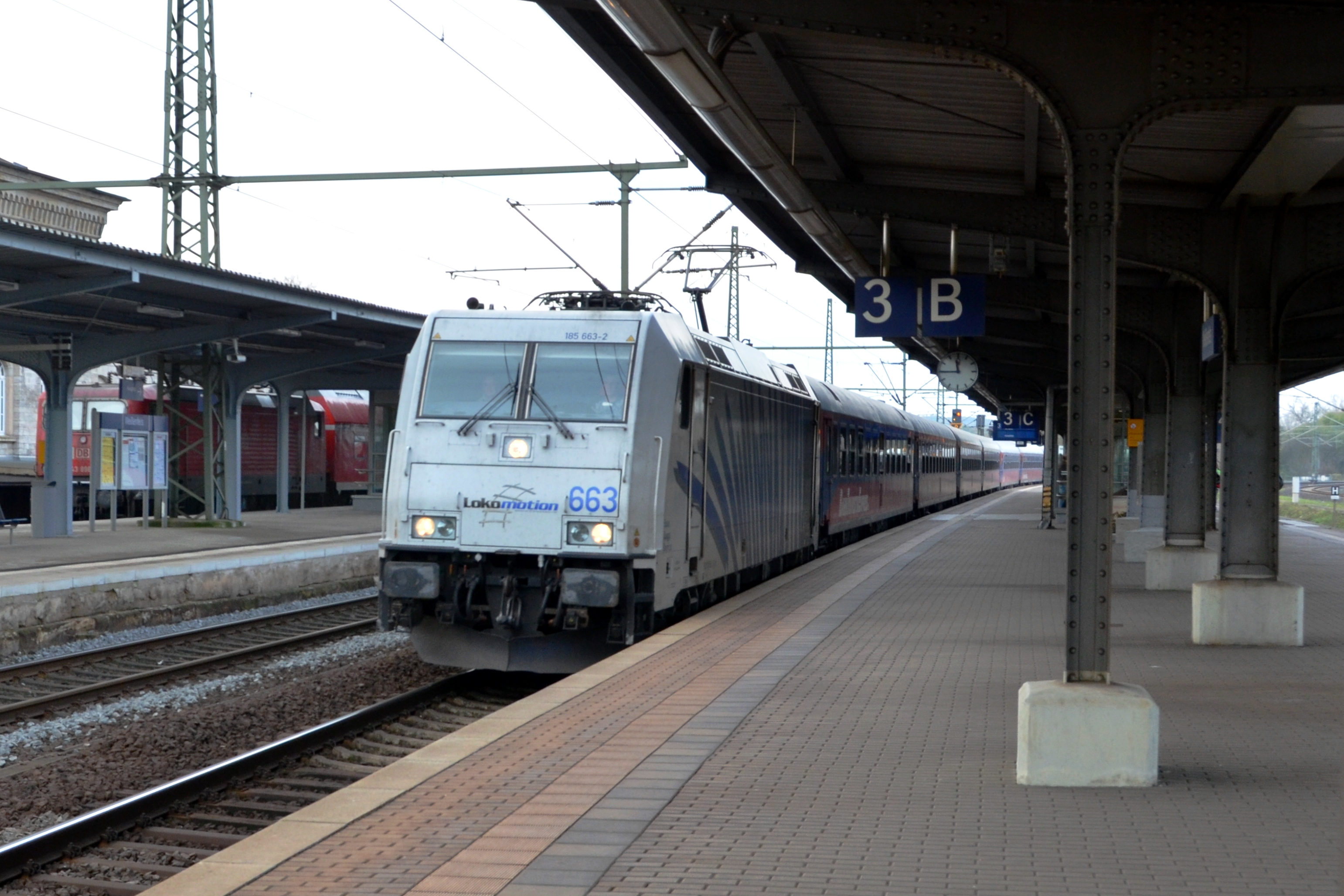
Eine Lok von Lokomotion mit einem Sonderzug in Weißenfels.

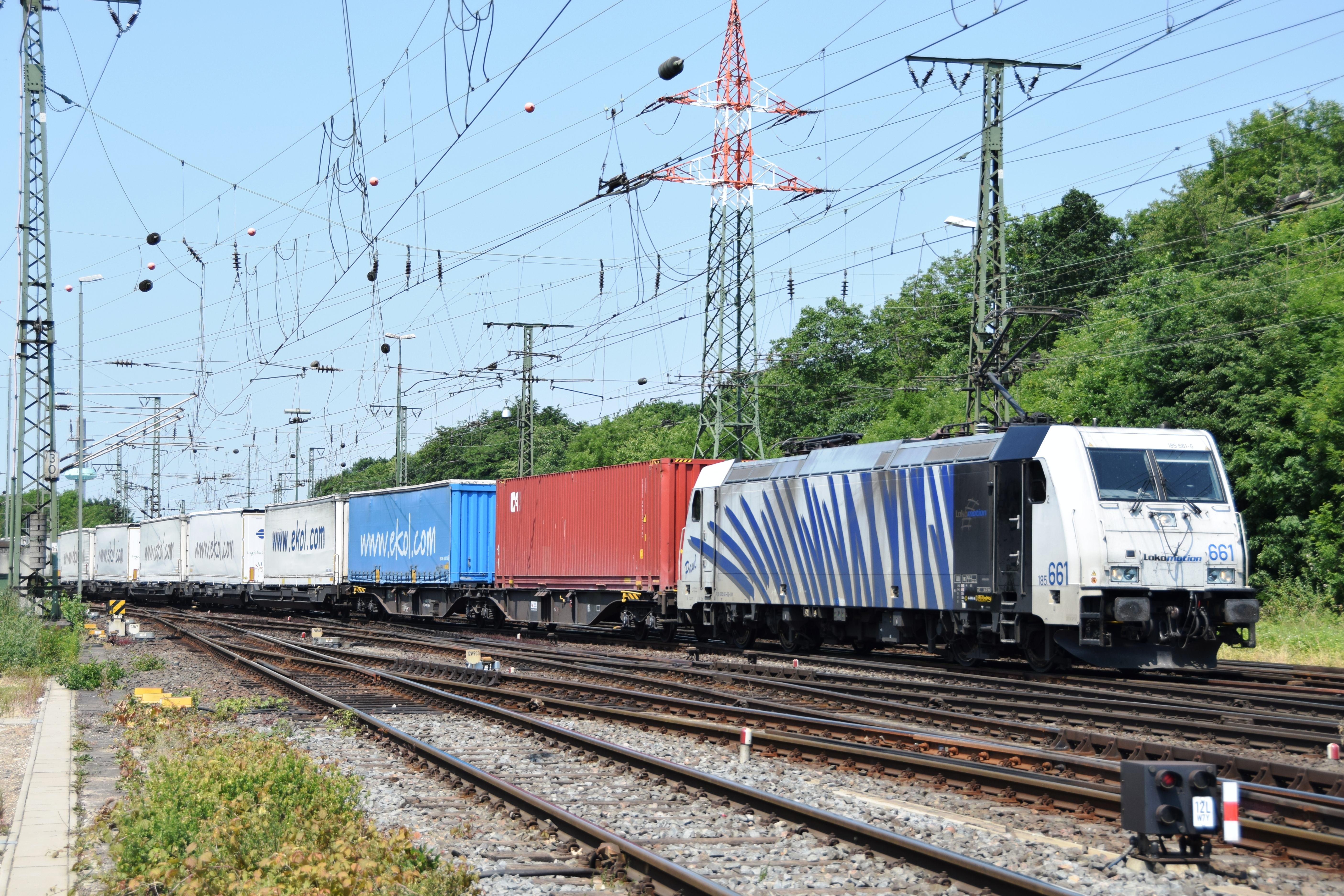
Lok 661 der Lokomotion mit einem Containerzug in Köln-Gremberg

## Leistungen
Die Gesellschaft fährt häufig Züge des kombinierten Verkehrs. Aber auch Ganzzüge mit beispielsweise Stahl, Autos und Bodenaushub werden von Lokomotion transportiert. Lokomotion übernimmt Leistungen von und nach Deutschland, Österreich und Italien. Um auch Transporte in Richtung Belgien, Schweden, Frankreich, Tschechien, Rumänien, Bulgarien und der Türkei durchführen zu können, kooperiert Lokomotion mit anderen privaten Eisenbahnverkehrsunternehmen. Besonders eng kooperiert das Unternehmen mit der Rail Traction Company bei Zügen in Richtung Italien.
Stand Januar 2019 fuhr Lokomotion bis zu 15 Rundläufe (Fahrtenpaare) pro Tag auf der Brenner-, bis zu vier Rundläufe auf der Tauernbahn und bis zu drei Rundläufe auf der „Donauachse“ durch Österreich.
Gelegentlich übernimmt Lokomotion auch Leistungen für (Personen-)Sonderzüge.

## Fuhrpark
Bei Lokomotion kommen zum Großteil Mehrsystemlokomotiven der Baureihen 186, 189 und 193 (Vectron) zum Einsatz, die für die Länder Deutschland, Österreich und Italien konzipiert sind. Auch die Baureihe 185 wird bei Lokomotion eingesetzt. Einige der genannten Baureihen werden bei dem Leasingunternehmen Railpool geleast. Lokomotion ist eines der wenigen Eisenbahnverkehrsunternehmen, die noch regelmäßig Loks der Baureihe 139 einsetzen. Diese sind, wie auch die Baureihe 185, für die Länder Deutschland und Österreich zugelassen. Trotzdem werden auch mit Einsystemloks Züge den Brenner hochgefahren. Folglich müssen diese noch am Brenner mit einer Rangierlok umgesetzt werden.  Insgesamt besitzt Lokomotion 4 Loks der Baureihe 151, von diesen eine als Ersatzteilspender dient und die anderen Lokomotiven als Betriebslokomotiven fungieren, jedoch sind nun auch diese wegen Fristablaufs abgestellt. Die Loks der Baureihe 139 sollen hingegen mit ETCS 2 ausgestattet werden.
Von 2001 bis 2009 wurden auch Taurus-Lokomotiven von dem Unternehmen eingesetzt. In den Jahren 2013 und 2014 testete das Unternehmen die Baureihe 187 von Bombardier. Diese werden heute zeitweise bei Railpool geleast.
Die Loks von Lokomotion werden aufgrund des gestreiften Musters an beiden Seiten der Fahrzeuge auch „Zebra“ genannt, wodurch sich das Unternehmen im Eisenbahnverkehr stark kenntlich macht. Die Streifen stehen eigentlich für stilisierte Schienen, die Farbe blau für den Standort in Bayern.